# Francisco Virgilio Gutiérrez
Francisco Virgilio "El Barba" Gutiérrez es un sindicalista y político argentino, nacido en La Boca, Buenos Aires, el 24 de octubre de 1951, aunque residió casi toda su vida en Quilmes, en el Gran Buenos Aires. Con amplia trayectoria en la dirigencia sindical (UOM, CGT), se desempeñó como diputado nacional entre 2001 y 2007, cuando fue elegido Intendente del Partido de  Quilmes

## Trayectoria gremial
Gutiérrez comenzó su actividad política y sindical durante la década de 1970, como obrero metalúrgico en la fábrica SAIAR, junto al "Sapo" Luis Jaramillo y Nicolás Barrionuevo, quien venía de hacer el Cordobazo. Allí se integró de la JTP (Juventud Trabajadora Peronista). Fue delegado en la Comisión Interna y secretario general de la Coordinadora de Gremios en Lucha de la Regional Sur.
En agosto de 1975, fue detenido por la Policía, estuvo desaparecido durante días, hasta que fue blanqueado como preso político. Recuperó su libertad en 1983 hacia el fin de la dictadura militar. Brindó su testimonio en el documental Caseros.
Liberado, continuó su militancia gremial y en 1984 ganó las elecciones en la Unión Obrera Metalúrgica de Quilmes, seccional en donde más tarde habrá de desempeñarse como secretario general. Fue secretario de Relaciones Internacionales de la CGT Argentina y de la UOM, representando a las organizaciones ante la OIT, la FITIM, la CIOSL, entre otras organismos internacionales.
Entre 1990 y 1996, fue secretario general de la CGT Regional Quilmes, Varela y Berazategui.

## Política
En 2000, junto con el cura Luis Farinello, integró el Polo Social, un movimiento social, político y sindical a través del cual llegó a diputado nacional en 2001.
En 2005, fue convocado a formar parte de la lista de diputados nacionales del Frente para la Victoria de la provincia de Buenos Aires, que llevó a Cristina Kirchner como candidata a senadora nacional. Obtuvo la renovación de su cargo.
Durante 2007, se presentó como candidato a Intendente por el Polo Social, asociado al Frente para la Victoria. Ganó las elecciones con el 29% de los votos, superó en un 2,11% al intendente Sergio Villordo, que buscaba la reelección. Asumió el 10 de diciembre de 2007 hasta el 2015, siendo el primer intendente en la historia del municipio en consolidar una reelección al cargo. 